# Pažiť
Pažiť és un poble i municipi d'Eslovàquia que es troba a la regió de Trenčín.

## Història
La primera menció escrita de la vila es remunta al 1351.

## Demografia
| Godina             | 1994 | 2004    | 2014   | 2024    |
| ------------------ | ---- | ------- | ------ | ------- |
| Nombre de persones | 339  | 404     | 440    | 502     |
| Diferència         |      | +19,17% | +8,91% | +14,09% |

| Godina             | 2023 | 2024   |
| ------------------ | ---- | ------ |
| Nombre de persones | 505  | 502    |
| Diferència         |      | −0,59% |